# Colômbia (São Paulo)
Colômbia es un municipio brasileño del estado de São Paulo.
Se localiza a una latitud 20º10'33" sur y a una longitud 48º41'20" oeste, estando a una altitud de 492 metros. Su población estimada en 2004 era de 6.299 habitantes.
Posee un área de 729,2 km².

## Demografía
Datos del Censo - 2000
Población Total: 5.954
- Urbana: 4.120
- Rural: 1.834
- Hombres: 3.088
- Mujeres: 2.866

Densidad demográfica (hab./km²): 8,16
Mortalidad infantil hasta 1 año (por mil): 18,34
Expectativa de vida (años): 69,95
Tasa de fertilidad (hijos por mujer): 2,42
Tasa de Alfabetización: 87,62%
Índice de Desarrollo Humano (IDH-M): 0,763
- IDH-M Salario: 0,699
- IDH-M Longevidad: 0,749
- IDH-M Educación: 0,842

(Fuente: IPEADATA)

## Hidrografía
- Rio Grande
- Río Pardo
- Río Velho

## Carreteras
- SP-326

## Administración
- Prefecto: Fábio Alexandre Barbosa (2009/2012)
- Viceprefecto: Endrigo Lucas Gambarato Bertin
- Presidente de la cámara: Marina Hideko Nozaki Sano (2009/2010)